# Kalînivka, Tulciîn
Kalînivka (în ucraineană Калинівка) este un sat în comuna Șura-Kopiivska din raionul Tulciîn, regiunea Vinnița, Ucraina.

## Demografie
Componența lingvistică a localității Kalînivka
     Rusă (65,63%)
     Ucraineană (34,38%)
Conform recensământului din 2001, majoritatea populației localității Kalînivka era vorbitoare de rusă (65,63%), existând în minoritate și vorbitori de ucraineană (34,38%).